# Six Jours de Stuttgart

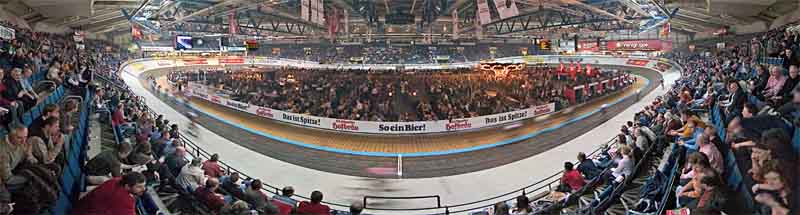
Intérieur de la Hanns-Martin-Schleyer-Halle lors de la Stuttgarter Hofbräu 6 Tagerennens (2006).

Les Six Jours de Stuttgart (en allemand : Sechstagerennen Stuttgart) sont une ancienne course cycliste de six jours disputée à Stuttgart en Allemagne.
Les premiers Six Jours de Stuttgart sont disputés en 1928 dans la Stadthalle et sont remportés par Piet van Kempen et Theo Frankenstein. Une première série de six éditions a lieu entre 1928 et 1933. Les Six Jours ne sont ensuite plus organisés pendant 50 ans. Ils réapparaissent de 1984 à 2008. La course disparaît après une dernière édition en 2008.
Les Six Jours sont disputés sur une piste en bois de 285 m, dans la Hanns-Martin-Schleyer-Halle. Ils portent le nom de Hofbräu 6-Tage-Rennen, donné par le principal sponsor, la brasserie Stuttgarter Hofbräu. Ils sont organisés par Roman Hermann, ancien coureur et vainqueur de l'épreuve à deux reprises. À partir 2004, les équipes y participant sont constituées de trois coureurs. L'épreuve disparaît en 2008.
Le record de victoires est détenu par l'Allemand Andreas Kappes, avec six succès.

## Palmarès
| Année    | Vainqueur                                      | Deuxième                                           | Troisième                                           |
| -------- | ---------------------------------------------- | -------------------------------------------------- | --------------------------------------------------- |
| 1928     | Theo Frankenstein Piet van Kempen              | Erich Junge Willy Rieger                           | Henri Duray Victor Standaert                        |
| 1929 (1) | Emil Richli Pietro Linari                      | Paul Buschenhagen Theo Frankenstein                | Erich Junge Max Skupinski                           |
| 1929 (2) | Paul Buschenhagen Piet van Kempen              | Max Skupinski Jan Pijnenburg                       | Hans Bragard Albert Meyer                           |
| 1930     | Non-disputés                                   | Non-disputés                                       | Non-disputés                                        |
| 1931 (1) | Fritz Preuss Paul Resiger                      | Willy Funda Kurt Krüger                            | Lothar Ehmer Oskar Tietz                            |
| 1931 (2) | Gottfried Hürtgen Viktor Rausch                | Paul Buschenhagen Emil Richli                      | Adolphe Charlier Roger De Neef                      |
| 1932     | Non-disputés                                   | Non-disputés                                       | Non-disputés                                        |
| 1933     | Jan Pijnenburg Emil Richli                     | Gustav Kilian Hans Putzfeld                        | Fritz Preuss Oskar Tietz                            |
| 1934-83  | Non-disputés                                   | Non-disputés                                       | Non-disputés                                        |
| 1984     | Gregor Braun Gert Frank                        | Josef Kristen Horst Schütz                         | Albert Fritz Roman Hermann                          |
| 1985     | Josef Kristen Henry Rinklin                    | Albert Fritz Dietrich Thurau                       | Gert Frank Michael Marcussen                        |
| 1986     | Gert Frank Rene Pijnen                         | Josef Kristen Dietrich Thurau                      | Danny Clark Anthony Doyle                           |
| 1987     | Roman Hermann Josef Kristen                    | Francesco Moser Anthony Doyle                      | Danny Clark Dietrich Thurau                         |
| 1988     | Roman Hermann Dietrich Thurau                  | Danny Clark Anthony Doyle                          | Volker Diehl Roland Günther                         |
| 1989     | Danny Clark Uwe Bolten                         | Rolf Gölz Roman Hermann                            | Dietrich Thurau Stan Tourné                         |
| 1990     | Volker Diehl Etienne De Wilde                  | Urs Freuler Hans Rudi Maerki                       | Pierangelo Bincoletto Guido Bontempi                |
| 1991     | Andreas Kappes Etienne De Wilde                | Jens Veggerby Stan Tourné                          | Danny Clark Roland Günther                          |
| 1992     | Pierangelo Bincoletto Danny Clark              | Jens Veggerby Stan Tourné                          | Andreas Kappes Etienne De Wilde                     |
| 1993     | Andreas Kappes Etienne De Wilde                | Pierangelo Bincoletto Danny Clark                  | Konstantin Khrabvzov Peter Pieters                  |
| 1994     | Jens Veggerby Etienne De Wilde                 | Kurt Betschart Bruno Risi                          | Andreas Kappes Danny Clark                          |
| 1995     | Danny Clark Etienne De Wilde                   | Kurt Betschart Bruno Risi                          | Jimmi Madsen Jens Veggerby                          |
| 1996     | Jimmi Madsen Jens Veggerby                     | Kurt Betschart Bruno Risi                          | Danny Clark Gerd Dörich                             |
| 1997     | Andreas Kappes Carsten Wolf                    | Kurt Betschart Bruno Risi                          | Danny Clark Matthew Gilmore                         |
| 1998     | Kurt Betschart Bruno Risi                      | Andreas Kappes Adriano Baffi                       | Silvio Martinello Marco Villa                       |
| 1999     | Andreas Kappes Adriano Baffi                   | Tayeb Braikia Jimmi Madsen                         | Silvio Martinello Marco Villa                       |
| 2000     | Andreas Kappes Silvio Martinello               | Adriano Baffi Marco Villa                          | Gerd Dörich Erik Weispfennig                        |
| 2001     | Marco Villa Silvio Martinello                  | Andreas Kappes Gerd Dörich                         | Matthew Gilmore Scott McGrory                       |
| 2002     | Kurt Betschart Bruno Risi                      | Matthew Gilmore Scott McGrory                      | Andreas Beikirch Gerd Dörich                        |
| 2003     | Matthew Gilmore Scott McGrory                  | Andreas Beikirch Andreas Kappes                    | Jens Lehmann Gerd Dörich                            |
| 2004     | Andreas Beikirch Gerd Dörich Andreas Kappes    | Kurt Betschart Franco Marvulli Bruno Risi          | Matthew Gilmore Marty Nothstein Jean-Pierre Van Zyl |
| 2005     | Kurt Betschart Franco Marvulli Bruno Risi      | Andreas Beikirch Gerd Dörich Andreas Kappes        | Alexander Aeschbach Leif Lampater Marco Villa       |
| 2006     | Robert Bartko Guido Fulst Leif Lampater        | Kurt Betschart Franco Marvulli Alexander Aeschbach | Matthew Gilmore Iljo Keisse Marco Villa             |
| 2007     | Bruno Risi Franco Marvulli Alexander Aeschbach | Robert Bartko Guido Fulst Leif Lampater            | Olaf Pollack Peter Schep Danny Stam                 |
| 2008     | Robert Bartko Iljo Keisse Leif Lampater        | Bruno Risi Guido Fulst Alexander Aeschbach         | Andreas Beikirch Gerd Dörich Erik Mohs              |